# Raccordement Handelsterrein Buiten
Het Raccordement Handelsterrein Buiten was een havenspoorlijn in Rotterdam-Zuid. Het raccordement lag ten oosten van de Oranjeboomstraat in de wijk Feijenoord. De sporen werden vanaf 1880 aangelegd en bleven tot in de jaren 1970 in gebruik. 

## Havens
De onderstaande havens werden bediend door het raccordement Handelsterrein Buiten:
- Koningshaven, de Nassaukade ten noorden van het Stieltjesplein
- Nassauhaven
- Persoonshaven
- Feijenoordhaven, Scheepswerf Wilton-Feijenoord (op kaart hiernaast is die haven er nog niet)

## Geschiedenis
In de jaren 1870 breidde Rotterdam zijn havens uit naar de zuidelijke Maasoever. Ten zuiden van de nieuw aangelegde Zuiderspoorlijn had de Rotterdamsche Handelsvereeniging haar Handelsterrein aangelegd, dat bestond uit het havencomplex rondom de Binnenhaven, de Entrepothaven en Spoorweghaven. Directeur Gemeentewerken Rotterdam Gerrit de Jongh was vanaf 1879 verantwoordelijk voor de inrichting van het nog onbebouwde terrein ten noorden van de spoorlijn. Hij ontwierp de Nassauhaven en de Persoonshaven en de woonwijk Feijenoord. Hierbij werden ook de benodigde spooraansluitingen voor de havenbedrijven aangelegd; het raccordement Handelsterrein Buiten. Het stratenplan was ondergeschikt aan de spoorbaan. In 1891 waren de beide havens voltooid. Tot in de jaren 1920 werden nieuwe spooraansluitingen op het raccordement aangelegd.
Na de tweede wereldoorlog vertrokken veel havenbedrijven uit Feijenoord naar westelijker gelegen havens. De vrijgekomen haventerreinen werden vervolgens omgevormd tot woongebied. De laatste treinbediening van de havenbedrijven was in de eerste helft van de jaren 1970, Daarna verdween de aansluiting van het raccordement en werden met de stadsvernieuwing in Feijenoord de sporen opgebroken. Wat nu nog aan de spoorlijnen herinnert zijn de Rose Spoorstraat en de ruime bocht in de Stadionweg tussen de Sligro en het Hoendiep.

## Sporensituatie
Het raccordement werd bediend door het locomotievendepot Feijenoord. Het was via twee verbindingslijnen aangesloten op de sporen van het goederenstation (later emplacement) Feijenoord en van daaruit op de Nederlandse hoofdspoorweg.
De eerste verbindingslijn takte af van het meest oostelijke spoor van het emplacement Handelsterrein aan de Spoorweghaven. Het spoor kruiste eerst de tramsporen van de RTM en vervolgens via een gelijkvloerse kruising de hoofdlijn Rotterdam - Dordrecht ten hoogte van de voormalige wachtpost 55 in de Rose Spoorstraat. Deze kruising kon echter alleen gebruikt worden als de treinen op de hoofdbaan toch moesten stoppen als de spoorbrug over de Koningshaven (De Hef) openstond om schepen door te laten. Dit gebeurde maar een keer per twee uur en slechts 10 minuten lang. De tweede verbindingslijn liep vanaf het emplacement Handelsterrein, via het Stieltjesplein en dan onder De Hef door langs de Koningshaven.
Het sporenplan van het raccordement was tamelijk uitgebreid. Aan de Koningshaven lagen enkele kadesporen, die aansluiting gaven op de bedrijfssporen van Van den Bergh en Jurgens (nu Unilever/Calvé) en de Oranjeboombrouwerij. Met name Van den Bergh en Jurgens genereerde veel vervoer, tijdens de hoogtijdagen vertrokken er dagelijks rond de 15 wagens met margarine naar diverse stations in Nederland. Voor dit vervoer waren zelfs speciale wagens in omloop, de zogenaamde Boter-O'tjes (Wagentype "O" was een gesloten wagen). 
Vanaf de Koningshaven liep een spoor naar de Westzijde van de Nassauhaven en dan verder naar de Persoonsdam, waar het aansloot op het verbindingsspoor vanaf de Rose Spoorstraat. Van hieruit verdeelden de sporen zich noordelijk richting de Nijverheidsstraat, met ijzerhandel van Waning als grote klant, en de Zinkerweg, waar aansluiting bestond naar de scheepswerf van Wilton-Fijenoord. Op de Persoonsdam zelf bevond zich een groente- en fruitveiling, die zowel door NS als de RTM middels eigen sporen werd bediend. 
Vanaf de Persoonsdam liepen er ook sporen in zuidelijke richting, zowel ten westen als ten oosten van de Persoonshaven. De sporen ten oosten waren gelegen in de Piekstraat en voorzagen grote klanten als de melkfabriek van Galak, graanhandel van Waveren en de fabriek van Hunter Douglas van een aansluiting op het spoorwegnet. De lijn ten westen van de Persoonshaven kwam uit bij de gashouders op het Mallegat (naast het huidige station Rotterdam Zuid) en liep vandaar verder over de Stadionweg. Ter hoogte van de huidige Gamma lagen vroeger de kartonnagefabrieken van de Emba en de WIVA, en ter hoogte van de huidige Pathebioscoop lagen vroeger de aansluitsporen naar de scheepswerf van Piet Smit. De lijn liep van daaruit nog verder over de Stadionweg om te eindigen ter hoogte van de Kreeksehaven. Hier lag nog een losspoor ten behoeve van een aantal kolenboeren.

## Afbeeldingen

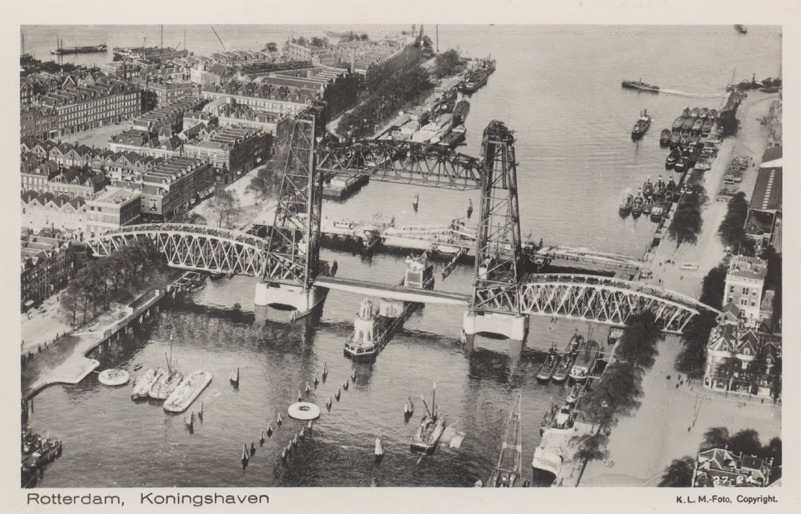
Het goederenspoor buigt vanaf het Stieltjesplein rechtsaf naar de Nassaukade onder het viaduct van De Hef door
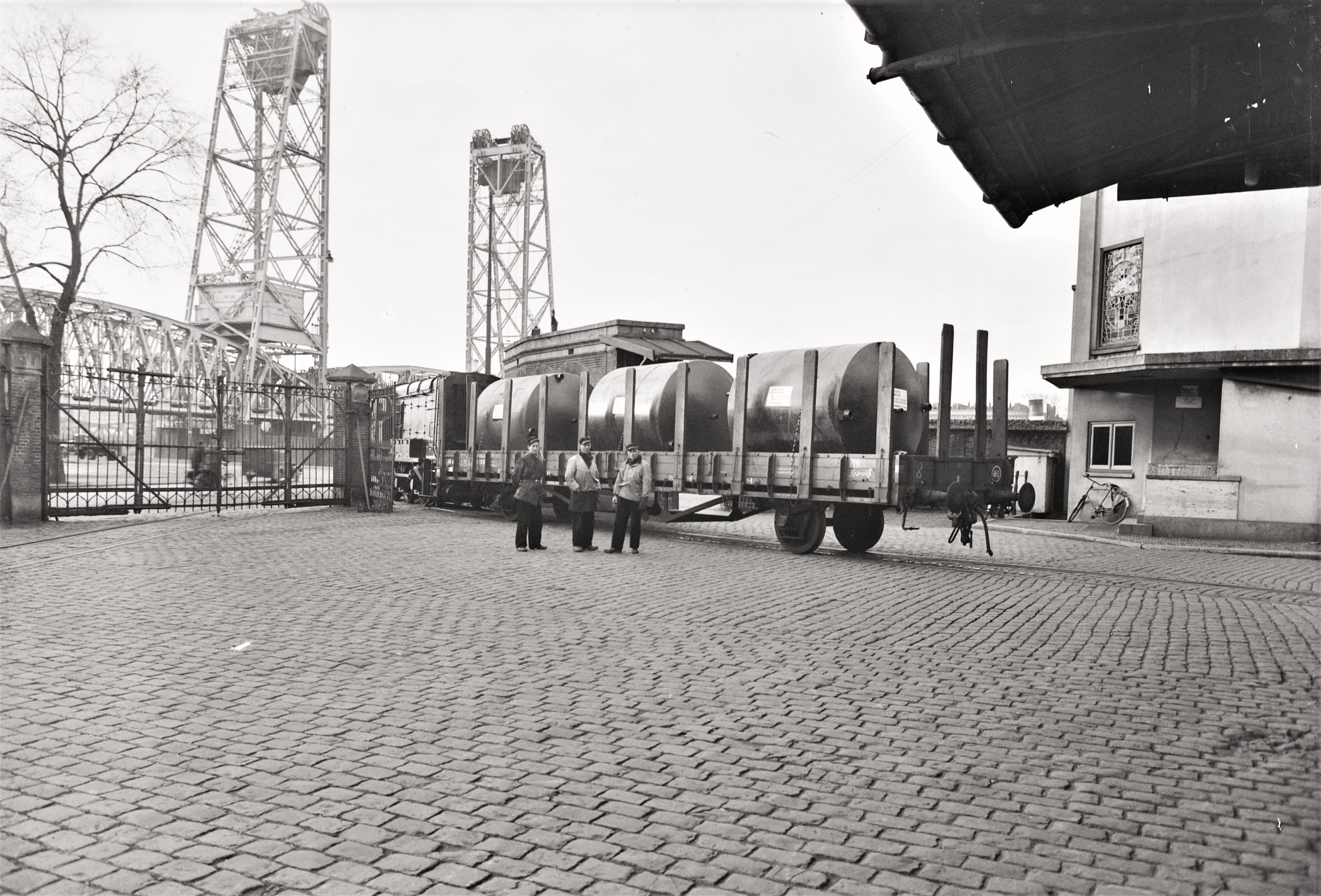
Goederentrein bij Plasticlining N.V. aan de Oranjeboomstraat
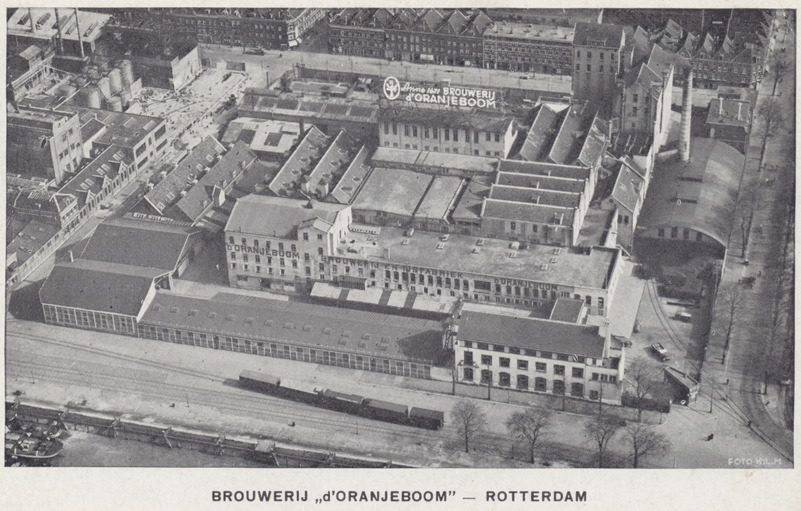
Bierbrouwerij Oranjeboom met spooraansluiting aan de Nassaukade
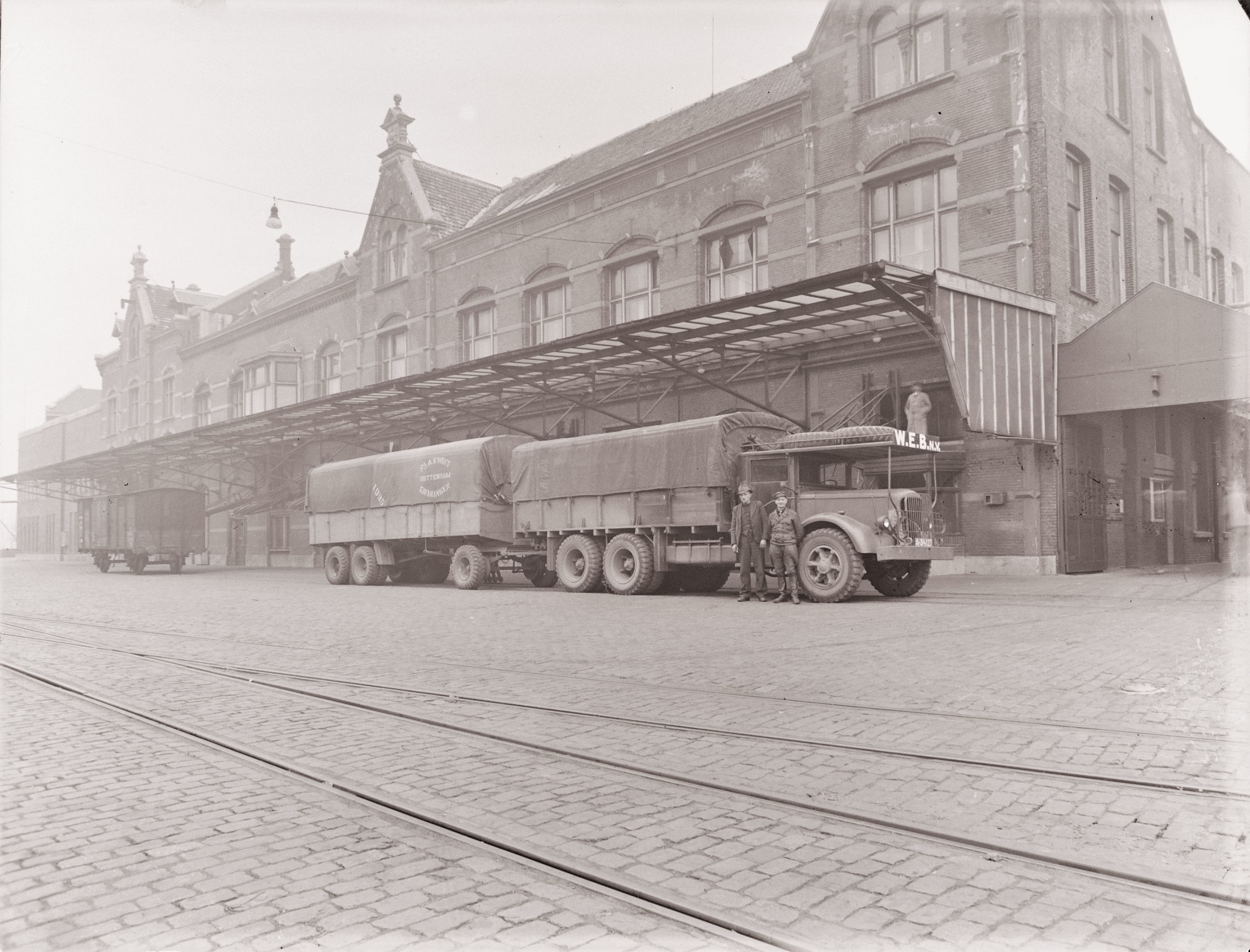
Aansluiting Margarinefabriek Van den Bergh en Jurgens op de Nassaukade
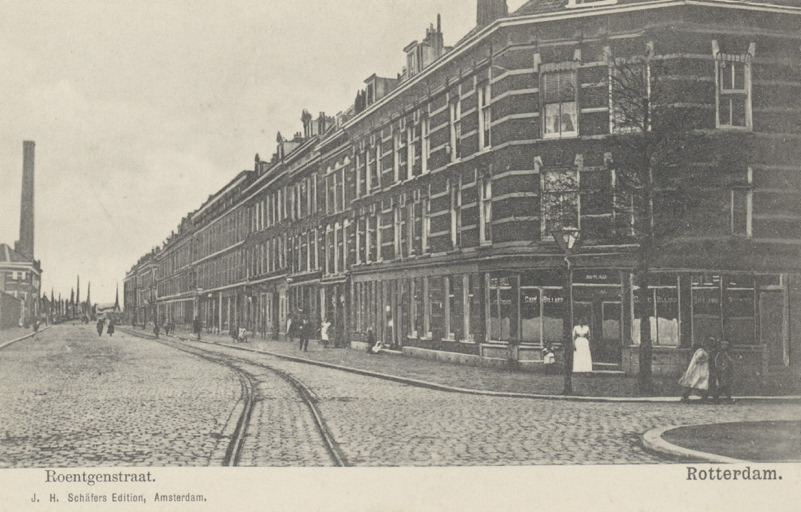
Het spoor in de Roentgenstraat
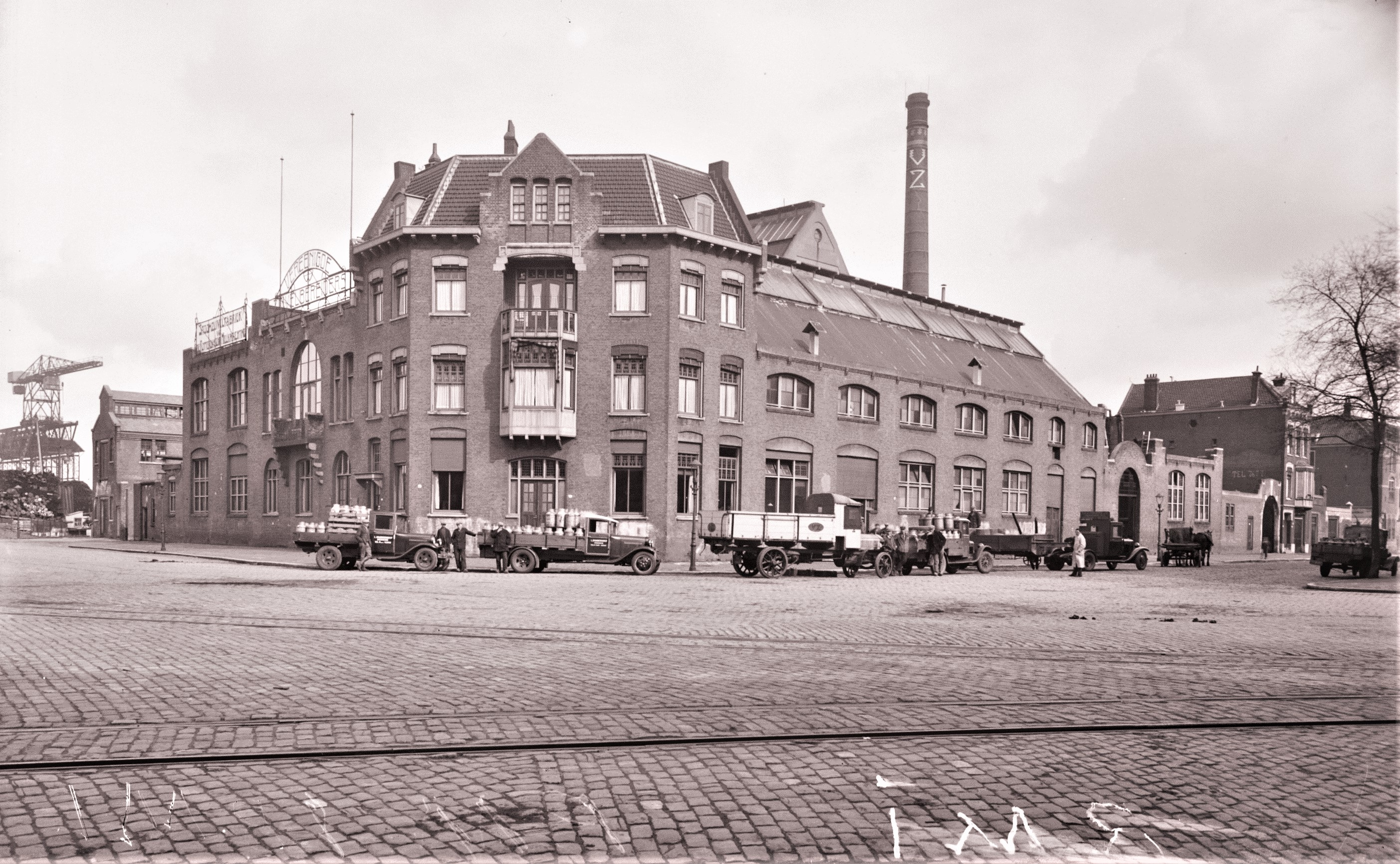
Sporen bij de Fabriek van Melkproducten RMI op de Persoonsdam
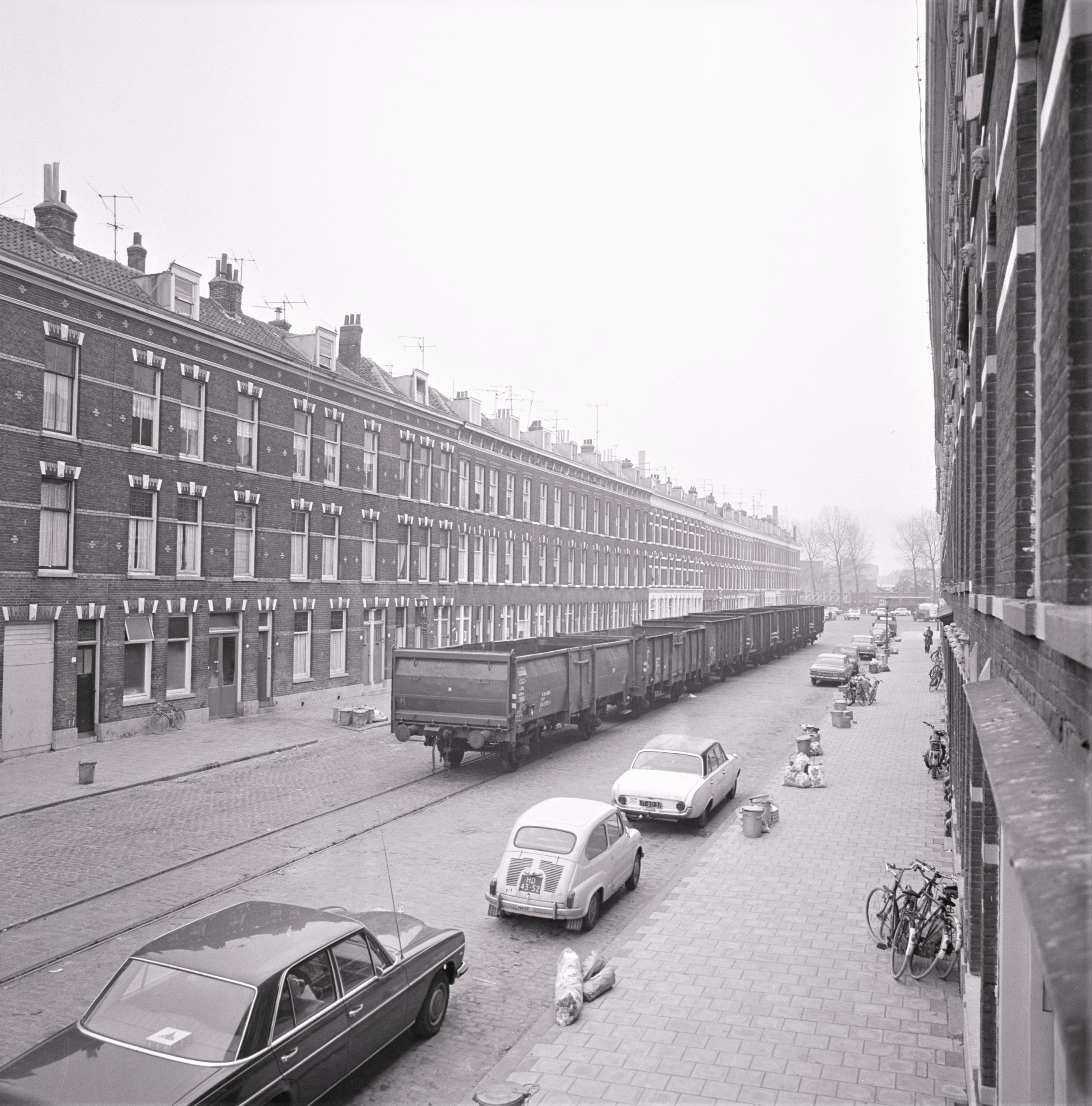
Goederentrein op de Zinkerweg
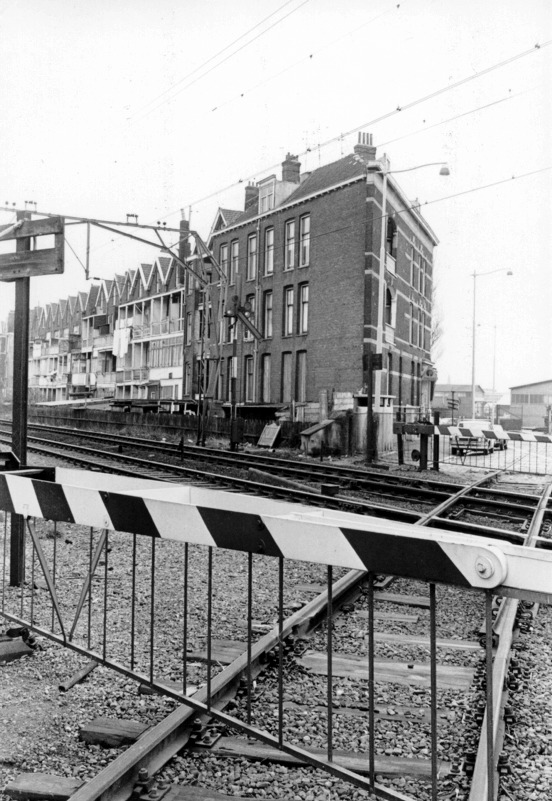
Kruising goederenspoor met spoorlijn Rotterdam-Breda, Rose Spoorstraat